# Jurij Ivanovič Česnokov
Jurij Ivanovič Česnokov (in russo Юрий Иванович Чесноков?; Kimry, 25 gennaio 1952 – Mosca, 20 novembre 1999) è stato un calciatore sovietico dal 1991 russo, di ruolo attaccante.